# Marguerite de Sicile
 (décembre 2019).
Marguerite de Sicile (également appelée Marguerite de Hohenstaufen ou Marguerite d’Allemagne) (1er décembre 1241 - 8 août 1270) était une princesse de Sicile et d’Allemagne ainsi qu'une membre de la Maison de Hohenstaufen. Par son mariage, elle était Landgravine de Thuringe et comtesse Palatine de Saxe (allemand : Landgräfin von Thüringen et Pfalzgräfin von Sachsen). 
Elle était la fille de Frédéric II, empereur du Saint-Empire romain, roi de Sicile et d'Allemagne, et de sa troisième épouse, Isabella d'Angleterre. Ses grands-parents paternels étaient Henri VI, empereur du Saint-Empire romain et Constance de Sicile. Ses grands-parents maternels étaient Jean d'Angleterre et Isabella d'Angoulême.

## Naissance
La date de sa naissance est difficile à déterminer car il existe une controverse quant au nombre exact d'enfants mis au monde par sa mère. Certaines sources disent qu'elle était le premier ou le deuxième enfant, né à la fin de 1237. D'autres, disent qu'elle était le dernier enfant, né en décembre 1241, lorsqu'Isabella mourut en couches. Les historiens s'accordent généralement sur cette dernière date. 

## Sa vie

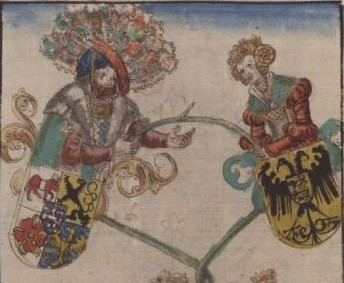
Marguerite de Sicile et Albert II.

Peu de temps après sa naissance, Margaret se fiance à Albert «le dégénéré», fils aîné et héritier de Henri III «l'illustre», margrave de Meissen . Le mariage a lieu en juin 1255, la mariée ayant reçu Pleissnerland (les villes d’ Altenburg, Zwickau, Chemnitz et Leisnig ) comme dot. 
Le couple s'installe chez lui à Eckartsberga puis à Wartburg où Margaret eut cinq enfants : trois fils (Henry, Frédéric et Theodoric) et deux filles (Margaret et Agnès). Par son deuxième fils, Frederick, Margaret est l'ancêtre direct des électeurs et des rois de Saxe et des reines anglaises Marguerite d'Anjou et Anne de Clèves. 
En 1265, son mari reçoit les titres de landgrave de Thuringe et de comte palatin de Saxe après l'abdication de son père, qui conserve le contrôle de Meissen. 
Après l'exécution de son neveu Conradin (29 octobre 1268), Margaret, en tant que proche parent légitime, devient la reine légitime de la Sicile et l'héritière générale des revendications de Hohenstaufen sur le duché de Souabe et le royaume de Jérusalem. En dépit du fait qu'elle n'était pas descendue des rois de Jérusalem, son père Frédéric II avait revendiqué le royaume pour lui-même. Son fils Frédéric s'est ensuite approprié ce titre comme son droit. 
Après avoir découvert l'adultère de son mari avec Kunigunde d'Eisenberg, Margaret quitta Wartbourg. Selon une légende, avant son départ, elle mordit son fils Frédéric à la joue.Il s'appelait désormais Frédéric le Mordu (en allemand, Friedrich der Gebissene). Le départ de Margaret eut lieu le 24 juin 1270. Elle se rendit à Francfort-sur-le-Main et y fut soutenue par les citoyens. Elle y mourut six semaines plus tard.

## Enfants
Margaret et Albert ont eu cinq enfants : 
1. Henry (21 mars 1256 - 1282), hérite du Pleissnerland en 1274 ;
2. Frédéric (1257 - 16 novembre 1323), Margrave de Meissen ;
3. Theodoric, appelé Dietzmann (1260 - 10 décembre 1307), Margrave de Lusace ;
4. Margaret (1262 - 17 avril 1273) ;
5. Agnes de Meissen (1264 - Septembre 1332), mariée avant le 21 juillet 1282 à Henri Ier, duc de Brunswick-Grubenhagen.